# Ali Madan
Ali Jaafar Mohamed Ahmed Madan (arab. علي جعفر مدن; ur. 30 listopada 1995 w Dżidd Hafs) – bahrajński piłkarz grający na pozycji obrońcy. Od 2020 jest zawodnikiem klubu Riffa SC.

## Kariera piłkarska
Swoją karierę piłkarską Madan rozpoczął w klubie Al-Shabab Club, w którym w 2013 roku zadebiutował w pierwszej lidze bahrajńskiej. W 2018 roku przeszedł do Al-Najma SC.

## Kariera reprezentacyjna
W reprezentacji Bahrajnu Madan zadebiutował 1 września 2019 w wygranym 3:1 towarzyskim meczu z Singapurem. W 2019 roku został powołany do kadry na Puchar Azji.